# Valeriana castellanosii
Valeriana castellanosii es una fanerógama de la familia de la antigua familia Valerianaceae, ahora subfamilia Valerianoideae según Angiosperm Phylogeny Website. Las subespecies y variedades se listan en Catalogue of Life.